# الزيلة (النادرة)

تعديل مصدري - تعديل

الزيلة محلة تابعة لقرية ذي الدرب، التابعة لعزلة شعب المريسي بمديرية النادرة إحدى مديريات محافظة إب في الجمهورية اليمنية، بلغ تعداد سكانها 223 حسب تعداد اليمن لعام 2004.